# Cosminele
Cosminele é uma comuna romena localizada no distrito de Prahova, na região de Muntênia. A comuna possui uma área de 25.05 km² e sua população era de 1179 habitantes segundo o censo de 2007.